# 伊予桜井駅
伊予桜井駅（いよさくらいえき）は、愛媛県今治市桜井にある四国旅客鉄道（JR四国）予讃線の駅である。駅番号はY38。

## 歴史
かつては一部の急行列車が停車しており、1982年（昭和57年）8月時点では急行「いよ」4号、6号が、1984年（昭和59年）2月ダイヤ改正時点では6号・8号が停車していた（下りは全列車通過）。1987年（昭和62年）4月の時点では停車はなくなっている。
- 1923年（大正12年）
  - 1月13日：当駅 - 伊予三芳駅間で路線の建設中に永納山トンネル崩落事故が発生[7]。
  - 12月21日：開業[3]。
- 1950年（昭和25年）3月18日：昭和天皇のお召し列車が6分間停車。駅前奉迎が行われた（昭和天皇の戦後巡幸）[8]。
- 1971年（昭和46年）11月8日：貨物および荷物扱い廃止[9]。簡易委託化され、駅員無配置駅となる[10]。
- 1987年（昭和62年）4月1日：国鉄分割民営化により、JR四国の駅となる[3]。
- 2024年（令和6年）1月31日：予讃線伊予西条駅 - 今治駅間の開通100周年記念事業の一環として、同記念デザインの駅装飾看板を翌2025年（令和7年）1月31日まで設置。なお、伊予富田駅、今治駅でも設置された[11][12]。
- 2025年（令和7年）3月23日：今治市林野火災により、同日午後9時ごろより今治駅 - 伊予西条駅間で列車の運行を見合わせた[13]。24日午前10時ごろより運行を再開したが[14]、山火事による避難情報発令のため、当駅は28日正午までの全ての列車が当駅を通過扱いとした[15]。

## 駅構造
1番線が上下本線（制限速度100 km/h）、2番線が上下副本線となっている一線スルーで対向式2面2線の地上駅。行違いがない場合には両方向とも原則として1番のりばを使用する。駅員無配置駅化以降、長らく簡易委託駅で駅前の商店で乗車券を販売していたが、現在は取りやめられている。

### のりば
| のりば | 路線    | 方向 | 行先                       |
| ------ | ------- | ---- | -------------------------- |
| 1・2   | ■予讃線 | 上り | 伊予西条・観音寺・高松方面 |
| 1・2   | ■予讃線 | 下り | 今治・松山・伊予市方面     |

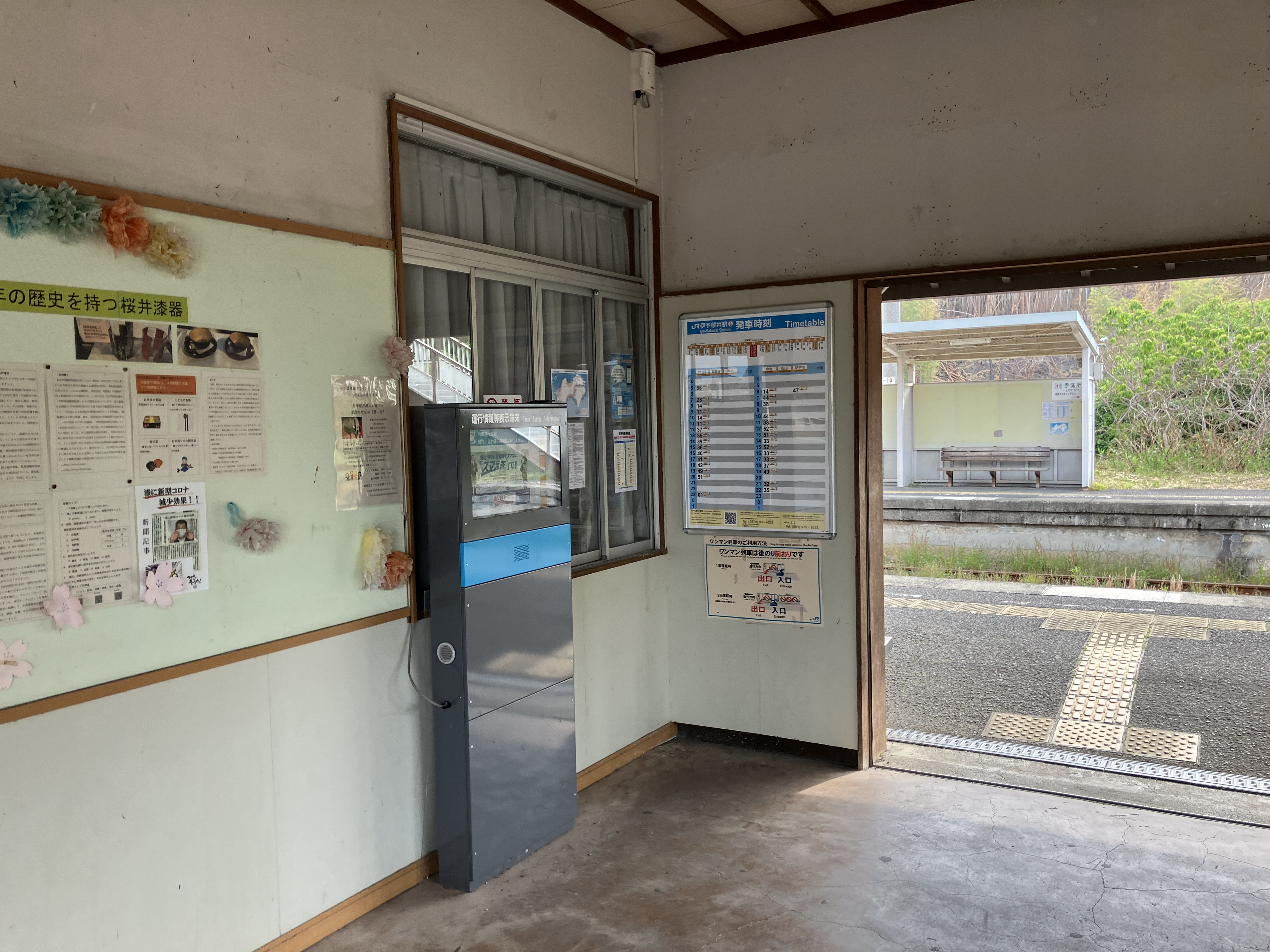
駅舎内（2025年5月）
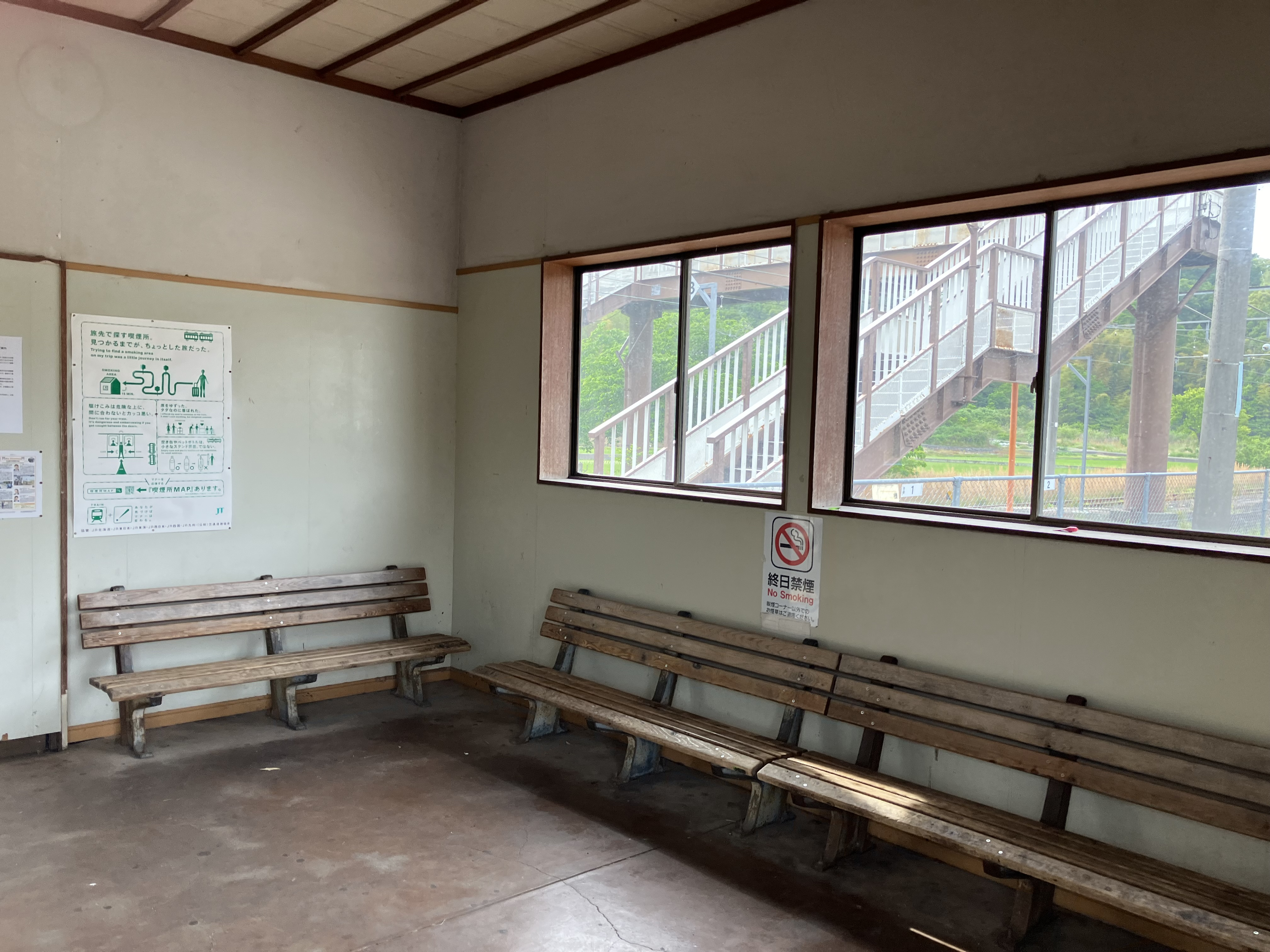
駅舎内（2025年5月）
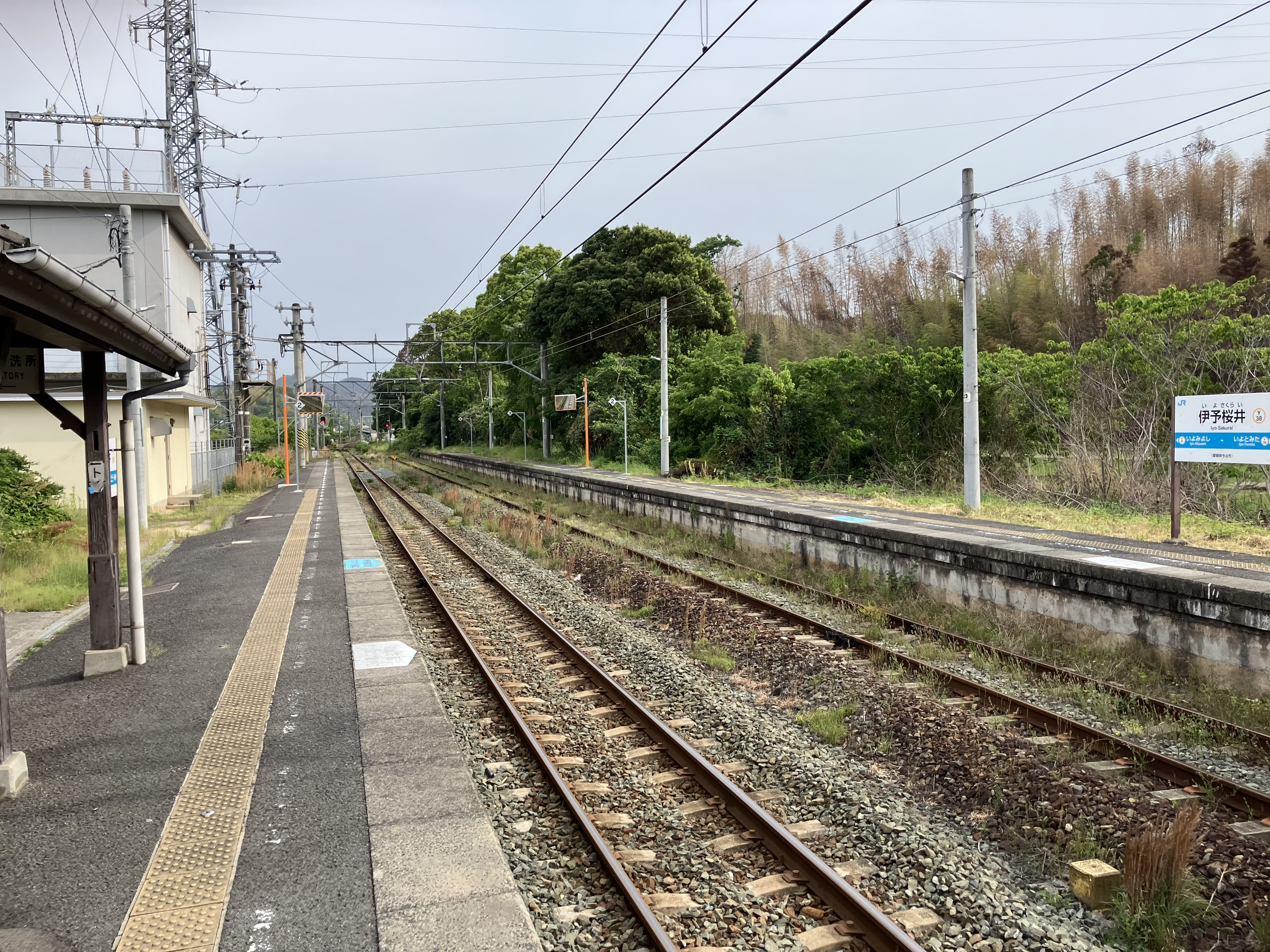
駅ホーム（2025年5月）
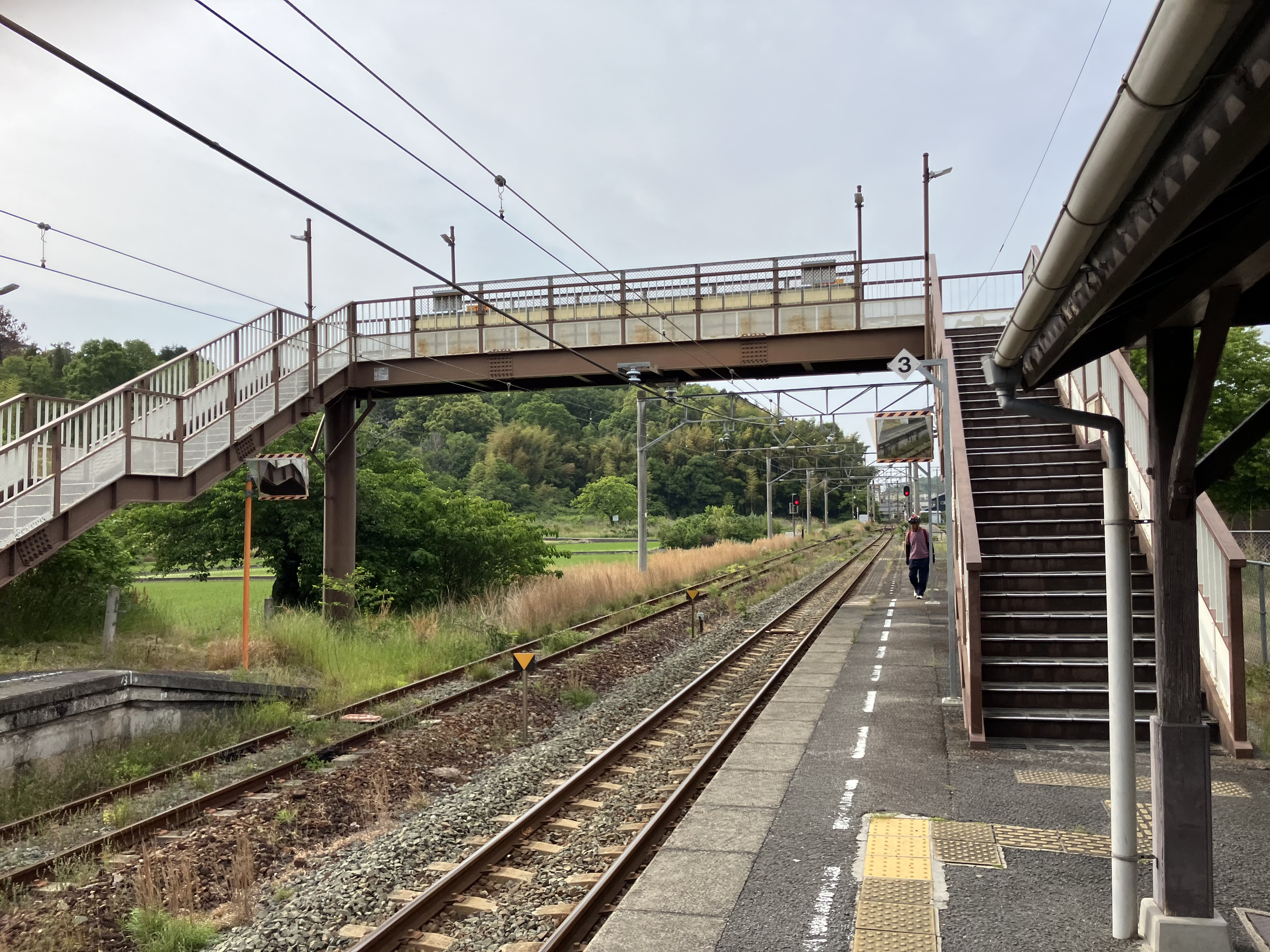
駅ホームと連絡橋（2025年5月）

## 駅周辺
- 国道196号
- 今治小松自動車道今治湯ノ浦IC
- 湯ノ浦温泉
- 唐子浜パーク（海水浴場）
- 桜井郵便局
- 桜井総合公園
- 綱敷天滿神社
- 四国霊場第五十九番札所国分寺（駅から約2 km）
- 愛媛県立今治東中等教育学校
- 今治市立桜井中学校
- 愛媛県立今治特別支援学校

前述の通り駅周辺に愛媛県立今治東中等教育学校があるため、朝夕は多くの通学生で混雑する。

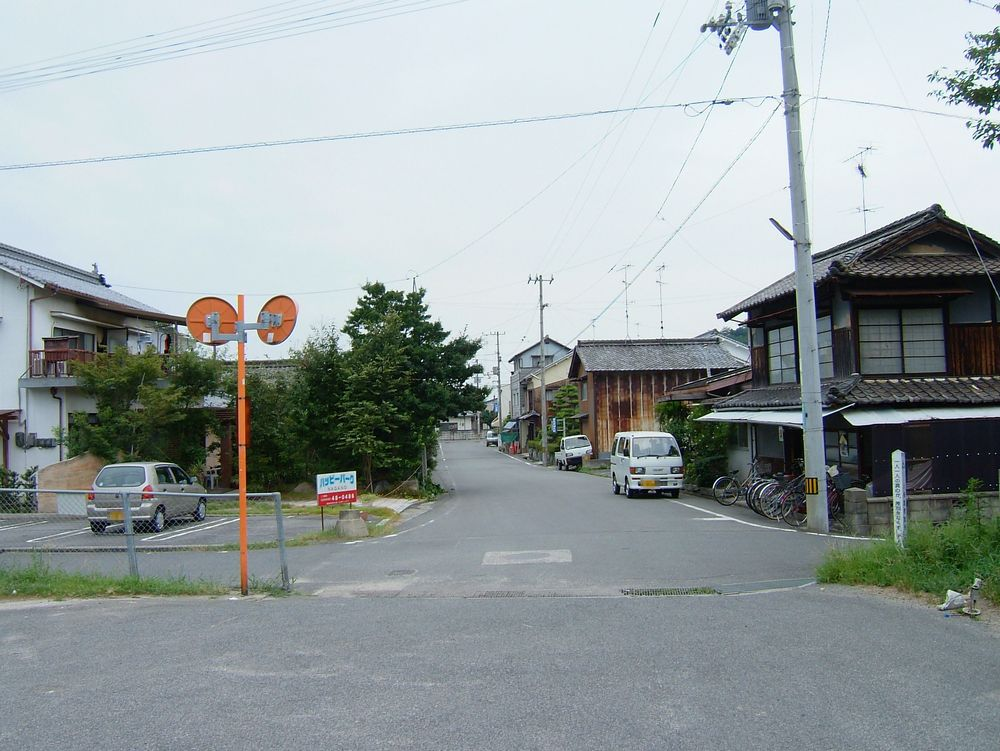
駅前風景（2006年8月）

## バス路線
- せとうちバス（瀬戸内運輸） 「桜井駅口停留所」（駅から徒歩で約5分、県道38号線沿い）

## 隣の駅
四国旅客鉄道（JR四国）
■予讃線
伊予三芳駅 (Y37) - 伊予桜井駅 (Y38) - 伊予富田駅 (Y39)